# 공유재산
공유재산(公有財産)이란 지방정부 소유로 된 재산을 말한다.

## 공유재산의 무단점유에 대한 제재
- 누구든지 법률에서 정하는 절차와 방법에 따르지 아니하고는 공유재산을 사용하거나 수익하지 못하며[1]이를 위반해 행정재산을 사용하거나 수익한 자는 2년 이하의 징역 또는 1천만원 이하의 벌금에 처한다[2].

## 판례
공유재산 관리청의 행정재산의 사용, 수익에 대한 허가신청 거부행위는 행정처분에 해당한다.

## 같이 보기
- 국유재산

## 참고 문헌
- 공유재산의 무단점유에 대한 제재 보관됨 2015-04-14 - 웨이백 머신
- 법제처-공유재산
- 법제처-국유재산